# War and Cinema
War and Cinema: The Logistics of Perception là một cuốn sách của Paul Virilio, bàn luận về mối quan hệ giữa hình ảnh và công nghệ chiến tranh.